# Angolas nationalbibliotek
Angolas nationalbibliotek (portugisiska: Biblioteca Nacional de Angola) är Angolas nationalbibliotek och är beläget i huvudstaden Luanda.